# Place de la Confédération (Varsovie)
Pour l’article homonyme, voir Place de la Confédération (Ottawa).
La place de la Confédération (polonais : Plac Konfederacji) est une place située dans l'arrondissement de Bielany à Varsovie.